# Islandia en el Festival de la Canción de Eurovisión 1990
Islandia participó en el Festival de la Canción de Eurovisión 1990 en Zagreb, Yugoslavia, con la canción "Eitt lag enn", interpretada por Stjórnin, compuesta por Hörður G. Ólafsson y escrita por Aðalsteinn Ásberg Sigurðsson. Los representantes islandeses fueron escogidos por medio del Söngvakeppni Sjónvarpsins 1990, organizado por la RÚV. Islandia obtuvo el 4.º puesto el sábado 05 de mayo de 1990.

## Antes de Eurovisión

### Söngvakeppni Sjónvarpsins 1990
Söngvakeppni Sjónvarpsins 1990 consistió en 1 final y fue ganada por el dúo Stjórnin, formado por Sigriður Beinteinsdóttir y Grétar Örvarsson. Así se les permitió representar a Islandia en el Festival de Eurovisión de ese año, con la canción Eitt lag enn.

#### Semifinales

##### 1.ª Semifinal
| 1.ª Semifinal (27 de enero de 1990) | 1.ª Semifinal (27 de enero de 1990)         | 1.ª Semifinal (27 de enero de 1990) | 1.ª Semifinal (27 de enero de 1990) | 1.ª Semifinal (27 de enero de 1990) |
| #                                   | Artista                                     | Canción                             | Puntos                              | Puesto                              |
| ----------------------------------- | ------------------------------------------- | ----------------------------------- | ----------------------------------- | ----------------------------------- |
| 1                                   | Eyjólfur Kristjánsson                       | Austur eða vestur                   | 36                                  | 4                                   |
| 2                                   | Ari Jónsson                                 | Mánaskin                            | 30                                  | 6                                   |
| 3                                   | Sigríður Beinteinsdóttir & Grétar Örvarsson | Eitt lag enn                        | 118                                 | 1                                   |
| 4                                   | Ingi Gunnar Jóhannsson                      | Dagdraumar                          | 36                                  | 4                                   |
| 5                                   | Eyjólfur Kristjánsson                       | Ég er að leita þín                  | 47                                  | 3                                   |
| 6                                   | Björgvin Halldórsson                        | Sú ást er heit                      | 93                                  | 2                                   |

##### 2.ª Semifinal
| 2.ª Semifinal (03 de febrero de 1990) | 2.ª Semifinal (03 de febrero de 1990)                     | 2.ª Semifinal (03 de febrero de 1990) | 2.ª Semifinal (03 de febrero de 1990) | 2.ª Semifinal (03 de febrero de 1990) |
| #                                     | Artista                                                   | Canción                               | Puntos                                | Puesto                                |
| ------------------------------------- | --------------------------------------------------------- | ------------------------------------- | ------------------------------------- | ------------------------------------- |
| 1                                     | Ellen Kristjánsdóttir                                     | Ég læt mig dreyma                     | 82                                    | 2                                     |
| 2                                     | Helga Möller, Ágúst Ragnarsson & Sigurður V. Dagbjartsson | Eitt lítið lag                        | 69                                    | 3                                     |
| 3                                     | Bergþóra Árnadóttir                                       | Gott er að lifa                       | 24                                    | 6                                     |
| 4                                     | Björgvin Halldórsson                                      | Til þín                               | 92                                    | 1                                     |
| 5                                     | Ruth Reginalds                                            | Eilífur dagur                         | 28                                    | 5                                     |
| 6                                     | Sigríður Beinteinsdóttir & Grétar Örvarsson               | Ef ekki er til nein ást               | 65                                    | 4                                     |

#### Final
| Final (10 de febrero de 1990) | Final (10 de febrero de 1990)               | Final (10 de febrero de 1990) | Final (10 de febrero de 1990) | Final (10 de febrero de 1990) |
| #                             | Artista                                     | Canción                       | Puntos                        | Puesto                        |
| ----------------------------- | ------------------------------------------- | ----------------------------- | ----------------------------- | ----------------------------- |
| 1                             | Björgvin Halldórsson                        | Sú ást er heit                | 58                            | 4                             |
| 2                             | Sigríður Beinteinsdóttir & Grétar Örvarsson | Eitt lag enn                  | 129                           | 1                             |
| 3                             | Helga Möller                                | Eitt lítið lag                | 67                            | 2                             |
| 4                             | Ellen Kristjánsdóttir                       | Ég læt mig dreyma             | 32                            | 5                             |
| 5                             | Björgvin Halldórsson                        | Til þín                       | 60                            | 3                             |
| 6                             | Eyjólfur Kristjánsson                       | Ég er að leita þín            | 11                            | 6                             |

## En Eurovisión
En el Festival de la Canción de Eurovisión, Islandia tuvo que actuar en octavo lugar, después del Reino Unido y antes de Noruega. Al final de las votaciones resultó que Stjórnin había terminado en cuarto lugar con 124 puntos. El dúo recibió el máximo de 12 puntos dos veces.

### Puntos otorgados a Islandia
| Final                    | Final                                     | Final                          | Final                         | Final     |
| 12 puntos                | 10 puntos                                 | 8 puntos                       | 7 puntos                      | 6 puntos  |
| ------------------------ | ----------------------------------------- | ------------------------------ | ----------------------------- | --------- |
| - Portugal - Reino Unido | - Austria - Bélgica - Dinamarca - Noruega | - Israel - Luxemburgo - Suecia | - Finlandia - Irlanda - Suiza |           |
| 5 puntos                 | 4 puntos                                  | 3 puntos                       | 2 puntos                      | 1 punto   |
|                          | - España - Yugoslavia                     | - Grecia - Italia              |                               | - Turquía |

### Puntos otorgados por Islandia
| Final     | Final      |
| --------- | ---------- |
| 12 puntos | Francia    |
| 10 puntos | Yugoslavia |
| 8 puntos  | Irlanda    |
| 7 puntos  | Dinamarca  |
| 6 puntos  | Austria    |
| 5 puntos  | Finlandia  |
| 4 puntos  | España     |
| 3 puntos  | Italia     |
| 2 puntos  | Turquía    |
| 1 punto   | Alemania   |